# 레 보레아드

레 보레아드(프랑스어: Les Boréades, 혹은 Abaris, 뜻:"북풍신의 후손들")는 장필리프 라모가 작곡한 5막의 서정 비극이다. 루이 드 카우사크(Louis de Cahusac)가 그리스의 아라비스 자손들의 전설을 기초로, 프리메이슨 요소를 포함하여 프랑스어 대본을 작성하였다. 이 작품은 라모가 살아있는 동안에 공연되지 않았다.

## 작품 배경
레 보레아드는 라모가 작곡한 서정 비극 중 마지막 작품으로, 1763년에 완성되어 파리 오페라 극장에서 리허설을 가졌으나 취소되었다. 이 작품이 잊혀진 이유는 불분명하나, 이후 200년 동안 잊혀져 왔다. 근래 들어 다시 주목받게 되었다.

## 등장인물
- 알피즈 - 박트리아의 여왕, 소프라노
- 아바리스 - 알피즈의 연인, 테너
- 칼리시스 - 보레의 아들, 오트-카운트르
- 보릴레 - 보레의 아들, 바리톤
- 세미르 - 여왕의 하녀, 소프라노
- 보레 - 북풍의 신, 베이스
- 아다마스 - 아폴로의 사제, 아폴로 (태양의 신), 바리톤
- 기쁨의 요정들, 우아의 여신들, 아폴로의 사제들, 박트리아 백성들, 제피르들, 자잘한 바람들 (합창)

## 줄거리: 5막
박트리아의 여왕 알피즈는 출신이 불분명한 아바리스와 사랑에 빠졌다. 그러나 그녀는 북풍의 신, 보레의 두 아들 중 하나와 결혼해야만 한다. 알피즈 역시 보레의 후손이기 때문에 신분상 같은 혈통 내에서 남편을 택해야 한다. 보레의 두 아들 칼리시스와 보릴레는 여왕의 선택을 재촉한다.
알피즈는 자신의 남편이 될 사람을 발표하는 연회에서 왕위에서 물러나 아바리스와 결혼하겠다고 선언한다. 이에 북풍신은 분노를 터트리게 되고, 여왕은 그에게 납치된다. 박트리아 백성들은 성난 바람에 고통스러워 한다. 바람이 쓸고 지나간 폐허 위에서 아바리스는 알피즈를 잃은 절망에 휩싸여 있다. 그 때, 그를 비호하는 아폴로 신의 사제인 아다마스가 나타나, 그에게 마술 화살을 주며 여왕을 구하러 가라고 한다.
알피즈는 보레의 지하왕국에 붙잡혀, 가혹한 고문을 당하지만 그녀의 결심에는 변함이 없다. 결국 아바리스가 등장하여 마술 화살의 도움으로 여왕을 구출한다. 그리고 아폴로 신이 하늘에서 내려와 아바리스의 출생의 비밀을 밝힌다. 그는 아폴로의 아들이며, 그의 어머니는 보레의 피를 이어받은 요정이었던 것이다. 아바리스가 보레의 혈통인 것이 밝혀진 이상 보레도 더 이상 반대할 이유가 없어져, 두 사람의 결합을 축복한다. 보레의 사람들은 화해를 청하며 평화로운 가운데 막이 내린다.

## 참고 문헌
- Graham Sadler. "Les Boréades", Grove Music Online, ed. L. Macy (accessed May 20, 2006), grovemusic.com (회원제)

## 음반 목록
- Les Boréades (Monteverdi Orchestra and Choir, John Eliot Gardiner, Erato 1982, re-released 2002)
- Les Boréades (Les Arts Florissants, William Christie, Opus Arte DVD, 2004)